# Неделчо Неделчев
Неделчо Неделчев (нар. 18 жовтня 1890 — пом. 10 червня 1969) — болгарський вчений, основоположник виноградарсько-виноробної науки в Болгарії. Професор з 1931 року, академік Болгарської академії наук з 1962 року.

## Біографія
Народився 18 жовтня 1890 року. 1912 року закінчив Вищу школу в Монпельє. Працював на педагогічній, науковій і керівній роботі в Вищому сільськогосподарському інституті у Софії, агрономічному факультеті у Пловдиві, Інституті виноробної промисловості у Софії. Був членом Болгарської комуністичної партії. У 1938—1947 роках — голова Виноградарського союзу Болгарії. Був заступником голови Міжнародної організації виноградарства і виноробства.
Помер 10 червня 1969 року.

## Наукова діяльність
Проводив дослідження з ампелографії, виноградарства, селекції, виноробства. Вивів ряд нових сортів винограду. Автор багатьох наукових, науково-популярних і популярних робіт, в тому числі капітальних праць «Синоніми болгарських сортів», «Виноградарство», «Виноробство», «Ампелографія». Зробив вагомий внесок в підготовку фахівців виноградарів і виноробів.

## Відзнаки
- Заслужений діяч науки;
- дві Димитровські премії;
- орден «9 вересня 1944 року».